# Frullania riparia
Frullania riparia là một loài Rêu trong họ Jubulaceae. Loài này được Hampe ex Lehm. mô tả khoa học đầu tiên năm 1838.